# Wyspy Gambiera

Flaga wysp Gambiera

Wyspy Gambiera (fr. Archipel des Gambier) – archipelag składający się z 14 wysp na Oceanie Spokojnym, w Polinezji Francuskiej są południowo-wschodnim przedłużeniem Archipelagu Tuamotu. Tworzą go małe wysepki wulkaniczne opasane półatolem. Główna wyspa Mangareva jest skalista, ale urodzajna; laguna wokół niej obfituje w muszle perłowe. Powierzchnia 31 km², 1535 mieszkańców (2017). Największa miejscowość to Rikitea.
W pobliżu Mangarevy znajduje się Port lotniczy Totegegie.
Wyspy zamieszkane przez stałych mieszkańców:
- Mangareva
- Aukena
- Akamaru
- Taravai
- Kamaka
- Angakauitai

Pozostałe wyspy wchodzące w skład gminy, ale położone poza głównym atolem:
- Marutea Sud
- Maria Est
- Morane
- Temoe
- Matureivavao
- Tenararo
- Tenarunga
- Vahanga